# Millepora platyphylla
Millepora platyphylla är en nässeldjursart som beskrevs av Wilhelm Hemprich och Ehrenberg 1834. Millepora platyphylla ingår i släktet Millepora och familjen Milleporidae. IUCN kategoriserar arten globalt som livskraftig. Inga underarter finns listade i Catalogue of Life.

## Bildgalleri

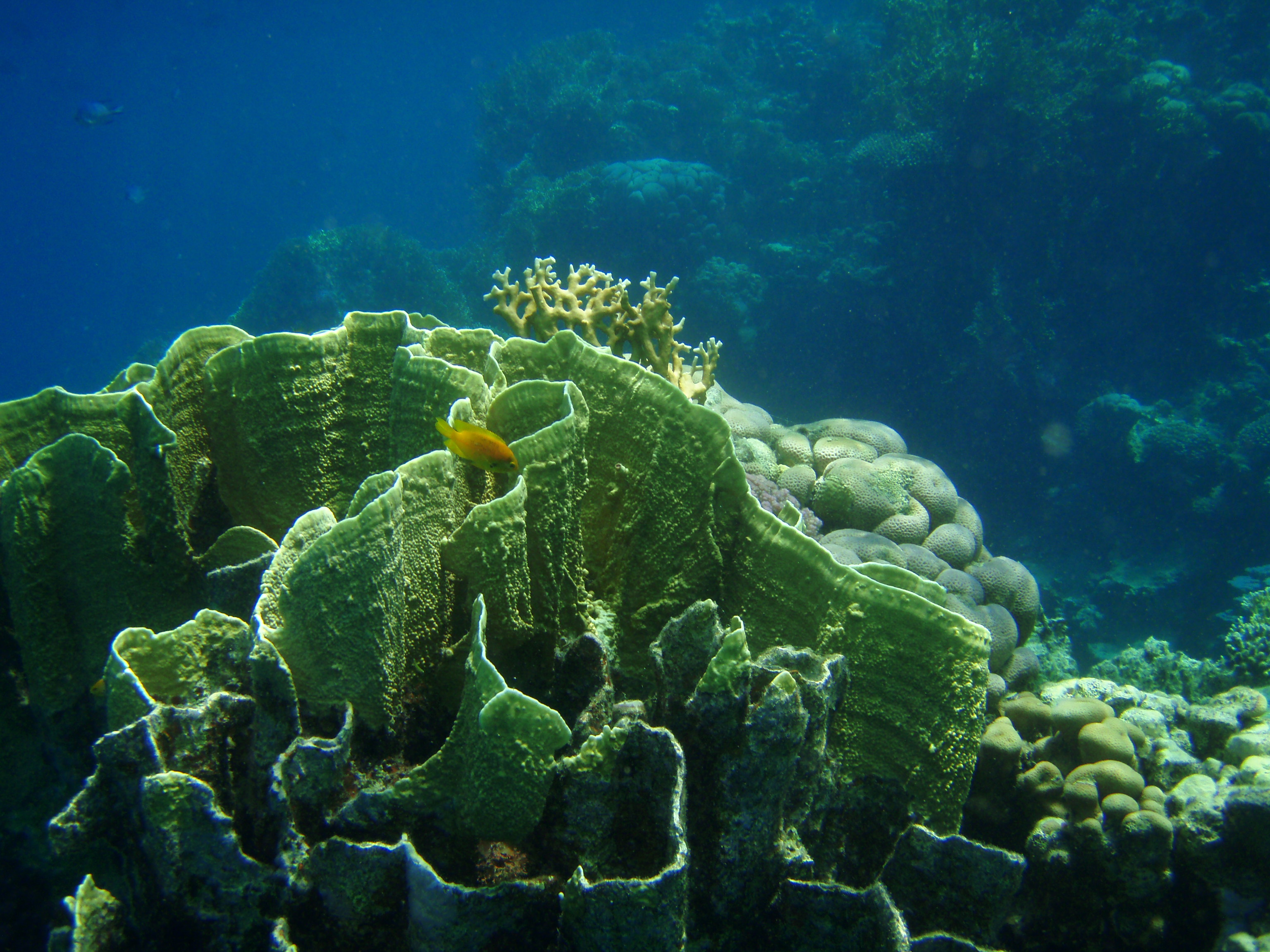
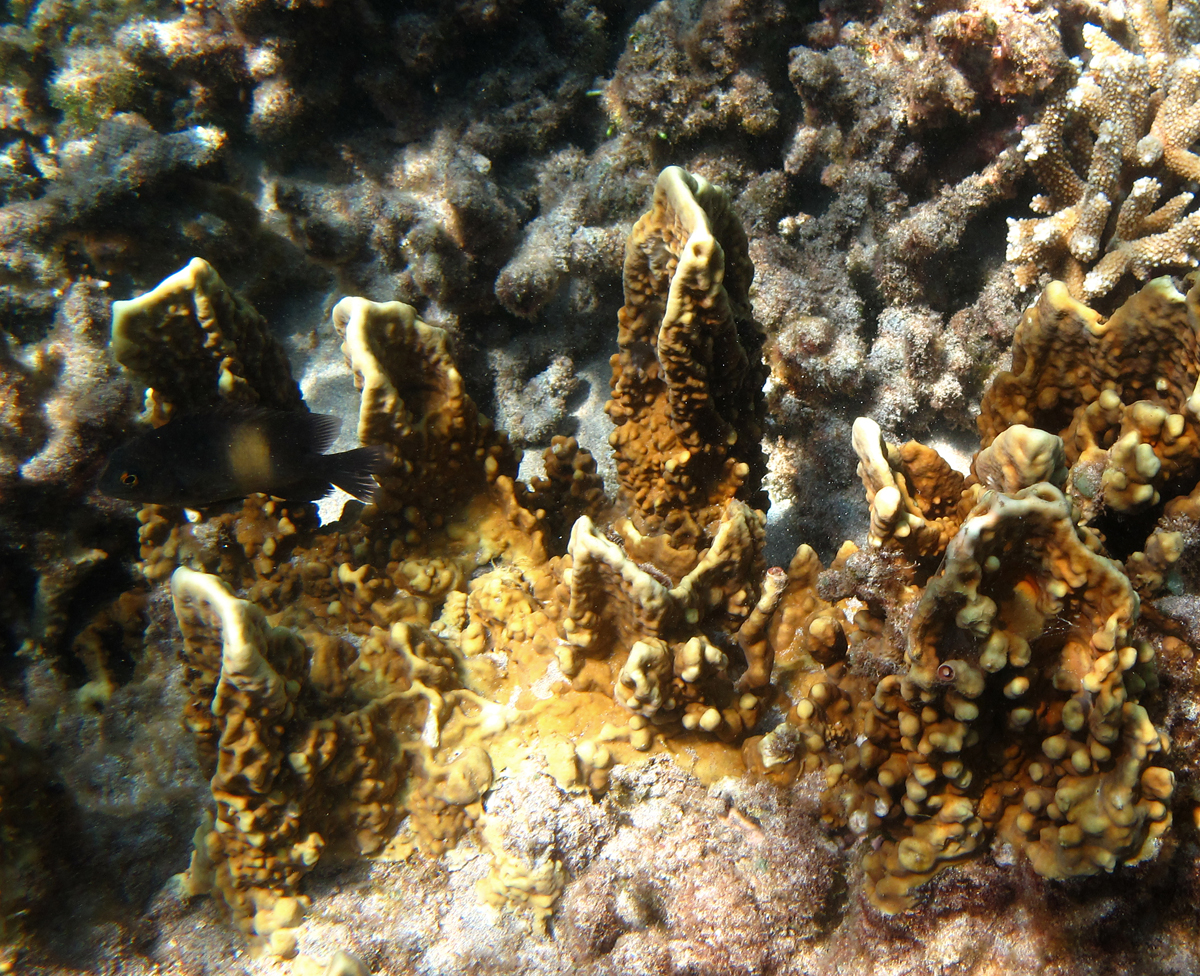